# Villagarcía del Llano
Villagarcía del Llano és un municipi de la província de Conca, a la comunitat autònoma de Castella-La Manxa. Limita amb els municipis de Quintanar del Rey, Villanueva de la Jara, Iniesta, Ledaña, Tarazona de la Mancha, Madrigueras i Navas de Jorquera.

## Demografia
| 1991 |  | 1996 |  | 2001 |  | 2004 |
| ---- |  | ---- |  | ---- |  | ---- |
| 1002 |  | 998  |  | 954  |  | 939  |